# Orodesma ameria
Orodesma ameria är en fjärilsart som beskrevs av Druce 1890. Orodesma ameria ingår i släktet Orodesma och familjen nattflyn. Inga underarter finns listade i Catalogue of Life.